# Дідрік Соллі-Тенген

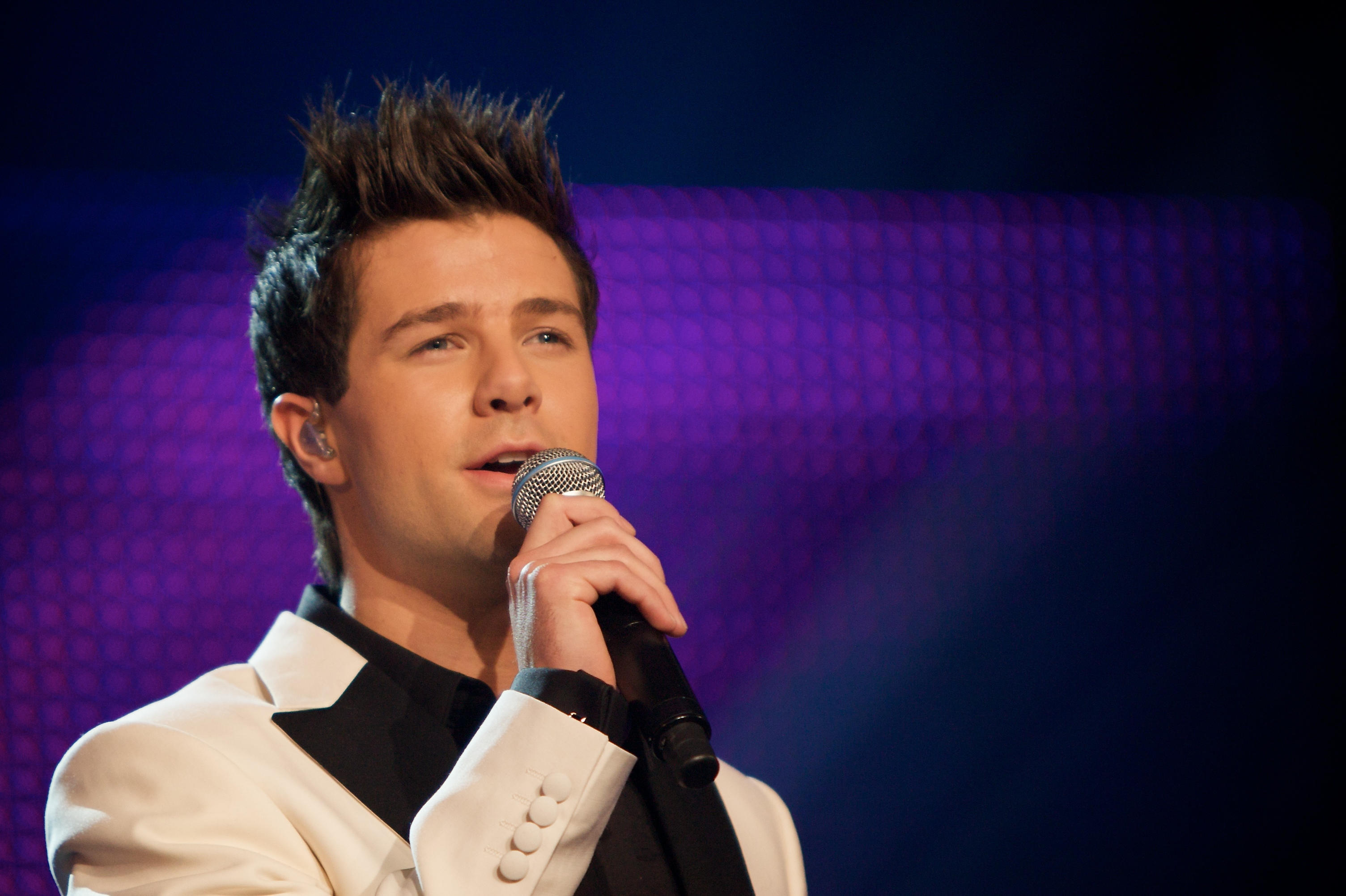
Дідрік Солі-Тенген, національний відбір на Євробачення, 2010 рік

Дідрік Соллі-Тенген (норв. Didrik Solli-Tangen, 11 червня 1987, Порсгрунн, Телемарк) — норвезький співак. Учасник від Норвегії на пісенному конкурсі Євробачення 2010 в Осло із піснею «My heart is yours».
Дідрік Солі-Тенген народився у родині музикантів, тому з раннього дитинства займається вокалом. Брав уроки у Андерса Вангена, який порадив виконувати оперні партії. Удвох вони провели кілька спільних концертів. Співак навчається на класичному відділенні консерваторії «Barratt Due» в Осло.
У 2010 році за результатами національного відбору співак обраний представляти Норвегію на конкурсі Євробачення з піснею «My heart is yours». Оскільки завдяки перемозі Олександра Рибака 2009 року Норвегія приймає конкурс, Дідрік Солі-Тенген автоматично вийшов у фінал.